# Грегер, Майкл
Майкл Грегер (англ. Michael Greger) (род. 1972 г.) — американский врач, автор и профессиональный оратор по вопросам общественного здравоохранения, в частности о преимуществах растительной диеты и вреде употребления продуктов животного происхождения. 

## Биография
Майкл Грегер поступил в Сельскохозяйственную школу Корнеллского университета, где в качестве младшего научного сотрудника написал работу об опасностях губчатой энцефалопатии крупного рогатого скота. Работа была опубликована в 1994 году. В том же году он был нанят организацией Farm Sanctuary для изучения бешенства коров. После работы в данной организации он стал веганом. В 1998 году выступал в качестве эксперта по вопросам губчатой энцефалопатии крупного рогатого скота во время судебного процесса между фермерами и Опрой Уинфри, которая в 1996 году заявила о небезопасности употребления мяса. В итоге, фермеры проиграли судебный процесс.
В дальнейшем Грегер поступил в Медицинскую школу Университета Тафтса по программе MD / PhD, однако вскоре отказался от научной степени. Он получил высшее медицинское образование в 1999 году в качестве врача общей практики, специализирующегося на клиническом питании. В 2001 году он присоединился к Ассоциации органических потребителей для работы над проблемами коровьего бешенства и широко освещал данный вопрос.
В 2004 году запустил веб-сайт и опубликовал книгу, критикующую Диету Аткинса и другие диеты с низким содержанием углеводов.
В 2004 году в Лома Линда был создан Американский колледж медицины образа жизни, а Грегер был одним из его основателей.
В 2011 году он основал веб-сайт NutritionFacts.org при финансовой поддержке Фонда Джесси и Джули Раша.
В своих лекциях, видеороликах и письмах о питании он пытается убедить людей изменить свои привычки питания с диеты западного образца на цельную пищу, растительную, здоровую диету, и говорит, что такая диета может продлить жизнь. Он критикует других врачей за то, что они не требуют от пациентов изменения диеты. Он также критикует правительство США за защиту производителей нездоровых продуктов питания в угоду экономической прибыли.

## Критика
Его третья книга, Bird Flu: A Virus of Our Own Hatching, получила положительные оценки в обзоре в издании Journal of Clinical Investigation: "интересная и информативная как для учёных, так и для широкой публики", но эксперт в области здравoохранения Дэвид Сенцер критиковал книгу за то, что она "слишком концентрируется на катастрофических сценариях и мало сообщает в практическом плане широкой публике" и что "профессионалы быстро отложат книгу в сторону и предпочтут более фактически корректные источники информации".
Его четвёртая книга, How Not to Die, трижды попала в список бестселлеров по версии The New York Times.
Гэрриет Холл писала, что хотя и известно, что растительная диета лучше типичной диеты в Западных странах, Грегер часто преувеличивает известные преимущества такой диеты и вред от употребления животных продуктов, а также иногда не принимает во внимание свидетельства, которые противоречат его сильным утверждениям.

## Публикации
- Heart Failure: Diary of a Third-Year Medical Student (2000)
- Carbophobia: The Scary Truth Behind America's Low Carb Craze (2005).
- Bird Flu: A Virus of Our Own Hatching (2007)
- How Not To Die: Discover the Foods Scientifically Proven to Prevent and Reverse Disease (2015) (with Gene Stone)
- Не сдохни! Еда в борьбе за жизнь (2017)